# Les Rastreres de Vilamarxant

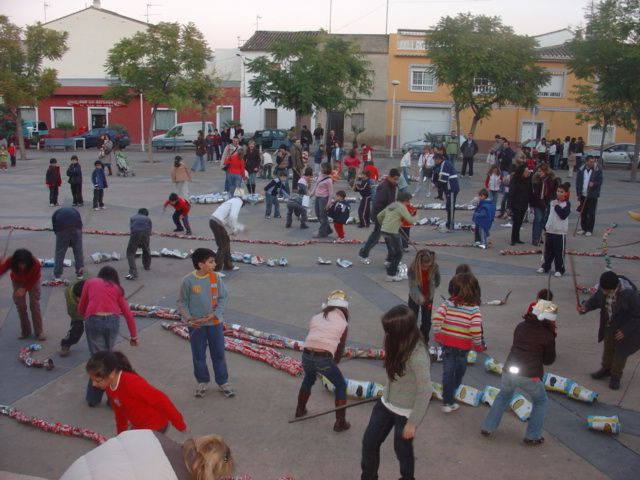
Rastreres Vilamarxant

Les Rastreres són una manifestació tradicional sonora que té lloc en la localitat de Vilamarxant el dia de la Nit de Nadal, caiguda la vesprada, consistent en l'arrossegament, per part dels xiquets i jóvens, de llandes unides entre si per cordes o fil d'aram, formant llargues tires, pels carrers de la localitat per a anunciar el naixement de Jesús.
Des de fa diversos anys l'Ajuntament de Vilamarxant organitza un concurs de Rastreres on es premia la rèptil més sorollosa, la de major longitud, etc.
En 2015 es va aprovar per la corporació municipal l'inici dels tràmits per a declarar esta tradició com a festa d'interés turístic provincial.

## Origen
Les Rastreres, l'origen de les quals es perd en el temps, afona les seues arrels en les manifestacions sonores que trobem al llarg del territori espanyol.
A falta d'un estudi més detallat sobre el seu origen, i atenent recents estudis sobre la importància del so i el soroll en el folklore europeu, podem inferir que esta tradició compartix amb altres actes sonors tradicionals el del sotmetiment dels sons de la naturalesa davant dels sons creats artificialment pel ser humà com a manifestació del poder de l'home sobre el medi que el rodeja. Enfront d'una naturalesa agresta, ruda i a la que ens costa sotmetre, amb sorolls que ens provoquen temor, el ser humà erigix el seu propi so, fort, contundent, que s'apodera del so de la naturalesa i ens convertix en superiors a ella, i això ens tranquil·litza, espanta el nostre temor.
Amb l'arribada del cristianisme es van reformulant les tradicions existents en les societats on es va implantant, entre elles les de les manifestacions sonores de domini de l'entorn. Va a relacionar-se esta ànsia de domini sobre el que ens rodeja per a espantar els nostres temors enfront d'allò que s'ha desconegut a través del soroll i la sonoritat, amb dates i festes cristianes per a reafirmar que només a través de Déu podem definitivament espantar els nostres temors i dominar la creació. Per això Les Rastreres se celebren en el marc d'una de les festivitats més assenyalades per al calendari cristià, el naixement del Nen-Déu. Encara que, seguint la teoria anteriorment exposada, és fàcilment deduïble en la dita tradició sonora una voluntat de reafirmació del ser humà enfront de la naturalesa en una època de l'any coincident amb el solstici d'hivern i les seues extenses hores de foscor, on l'home pot sentir-se més vulnerable i temorós.

## Història i recuperació
Així, com a manifestacions semblants als Rastreres, trobem la tradició de El Arrastre a les Festes d'Algesires, els Calderons en la Freixneda (Matarranya), o la Encerrada de Tudela.
És important recalcar que en el cas d'estes, l'esdeveniment que s'anuncia no és el naixement del Salvador, sinó l'arribada dels Reis Mags. El canvi de festivitat religiosa (del naixement de Déu a la festivitat de l'Epifania) on es manifesta el soroll d'estes tradicions no ha de deslligar-se de la reducció infantilista que les dites tradicions s'han vist abocades en l'últim segle i mig. A major consideració infantil de la tradició per part de la societat on té lloc, és més lògic que es trasllade la celebració sonora a la festa on són més protagonistes els infants, en este cas els Reis Mags.
Allà on la celebració sonora encara es revist d'un caràcter més adult, com en Serranillos del Valle (Madrid) o en Casavieja (Ávila)- amb la seva Zambombada, el marc de celebració del soroll continua sent el naixement de Déu, com a font de la nostra capacitat de domini de l'entorn.
Per què llavors, en el cas dels Rastreres, inclús havent patit l'infantilisme de la tradició, encara se celebra en el marc de la festivitat del Naixement de Jesús?
Segurament és perquè la tradició de les rastreres no va mantindre's durant el temps sinó que es va anar perdent fins a desaparèixer. La recuperació de la tradició a finals del s. XX per part dels majors de la localitat, que al seu torn ho recordaven dels seus majors celebrant-la el dia de Nadal a l'alba pels carrers del poble. va evitar que la tradició patira els efectes del infantilisme i es traslladara a la festivitat del 6 de gener, i la seua vespra.
És important recalcar que no va tindre la tradició dels rastreres a Vilamarxant origen infantil, excepte en les últimes dècades del s. XX quan es va recuperar i se li va assignar este caràcter no adult, conservant això sí la celebració original sense traslladar-la a la festivitat de l'Epifania.